# Chris Barnes
Chris Barnes (ur. 29 grudnia 1966) – amerykański wokalista i autor tekstów, a także producent muzyczny. Były członek i współzałożyciel deathmetalowego zespołu Cannibal Corpse. Barnes opuścił zespół w 1995 roku z powodu różnicy zdań między muzykami co do kierunku rozwoju, jaki obrała grupa, i skupił całą swoją uwagę na zespole Six Feet Under (SFU), który założył jeszcze w 1994 roku. Barnes zaprojektował logo obu formacji.
Po sukcesie dwóch zespołów, w których śpiewał, pod koniec 2005 dołączył do fińskiej grupy Torture Killer, z której odszedł w styczniu 2008.

## Dyskografia
Cannibal Corpse
- Eaten Back to Life (1990, Metal Blade Records)
- Butchered at Birth (1991, Metal Blade Records)
- Tomb of the Mutilated (1992, Metal Blade Records)
- The Bleeding (1994, Metal Blade Records)

## Filmografia
| Rok  | Tytuł                                                                  | Rola                                             | Reżyser                   |
| ---- | ---------------------------------------------------------------------- | ------------------------------------------------ | ------------------------- |
| 1993 | 666 – At Calling Death (film dokumentalny)                             | w roli samego siebie                             | Matt Vain                 |
| 1994 | Ace Ventura: Psi detektyw (Ace Ventura: Pet Detective)                 | wokalista Cannibal Corpse                        | Tom Shadyac               |
| 1995 | Beavis i Butt-head (Beavis and Butt-Head) - odc. „Top o' the Mountain” | wykonanie „Staring Through the Eyes of the Dead” | Mike Judge, Yvette Kaplan |